# Силанде
Силанде — проточное озеро на Карельском перешейке в Ленинградской области России. Располагается на западе Куйвозовского сельского поселения Всеволожского района. Исток реки Вьюн.
Находится в восточной части Лемболовской возвышенности на высоте 56 м над уровнем моря, в 5 км западнее Васкелово. Площадь — 0,6 км². Есть два острова. Южная часть акватории подвержена зарастанию. На берегах озера находится посёлок Стеклянный.
8 сентября 1941 года на западном побережье озера происходило боестолкновение между финскими частями и отступающими к Токсово отрядами советской 265 дивизии.
Код водного объекта в государственном водном реестре — 01040300211102000012318.